# がんばりやの機関車
『がんばりやの機関車（汽車のえほん18） 』（がんばりやのきかんしゃ きしゃのえほん18）（原題Stepney the "Bluebell" Engine）は、低学年の児童向け絵本シリーズ「汽車のえほん」の第18巻である。

## 概要
1963年にイギリスで発行されたウィルバート・オードリー牧師執筆による汽車のえほんシリーズの第18巻。4話の短編作品を収録。挿絵は前任者ジョン・ケニーの失明による降板により、この巻からガンバー＆ピーター・エドワーズ夫妻が担当。最初の担当巻なので、まだ前任のケニーによく似た画風で描かれている。ポプラ社から1980年8月に日本語訳が出版されていたが、2004年頃絶版。2010年12月にミニ新装版が発売された。

## 成立の過程と作品背景
1945年から、ほぼ毎年に1巻ずつ続巻してきた本シリーズの第18巻。当時はイギリス国鉄の無煙化運動が進行し、蒸気機関車が大量に淘汰されていた。本書はオードリー牧師が熱心に活動していた保存鉄道の援助の一つで、ブルーベル保存鉄道の援助活動の一部として執筆された。イギリスのブルーベル保存鉄道から、実在する蒸気機関車ステップニーがソドー島にやってくる物語となっている。

## 収録作品
- ブルーベル鉄道のステップニー（Biuebells of England)
- ステップニー、りんじ列車をひく（Stepney's Special)
- ステップニーとクリケットのしあい（Train Stops Play)
- ディーゼル機関車とやまたかぼう（Bowled Out)

## 登場機関車
テレビシリーズの機関車紹介と重複する解説は省略、本巻の内容で特筆すべきものを紹介。
メインキャラクター
- トーマス
- エドワード
- ヘンリー
- ゴードン
- ジェームス
- パーシー - オードリー牧師は、当時のイギリス国鉄で無煙化計画が進められている現状をパーシーの口を通じて批判している。
- トビー
- ダック
- ドナルドとダグラス - この巻から塗装が青く変更される。

サブキャラクター
- ステップニー - この巻のみに登場。モデルはLB&SCRクラスA1「STEPNEY」。実在する蒸気機関車で、ブルーベル鉄道設立時に最初に動態保存された車両である。故障に伴い、実車は2014年に運用が終了している。
- ブルーベル鉄道の保存機 - ブルーベル、プリムローズ、アダムズ、クロムフォード、キャプテン・バックスターが登場。いずれも実在するブルーベル鉄道の保存機で、実車に配慮してか顔は描かれていない。
- ディーゼル（2代目） - この巻のみに登場。モデルはBRクラス40。無煙化を主張する悪役として描いたので、実車に配慮してか「D4711」という架空の番号を付けている。機関車監督官の帽子を通気口に吸い込むというトラブルに見舞われてしまうが、これは1960年に実際に起こった出来事である。
- P7の廃車された蒸気機関車たち - この絵はグレアム・グリーンの小説「拳銃売ります(A Gun for Sale)」の表紙（ピーター・エドワーズが担当した）のパロディである。
- P11のディーゼル機関車たち - 左からBRクラス31、BRクラス52「ウェスタン」、BRクラス40。ピーター・エドワーズは、たびたび実車のスケッチをしたり、保存鉄道に赴くなど挿絵の研究をしたらしい。その成果か、オードリー牧師の期待以上の挿絵に仕上がっている。
- キャロライン - この巻のみに登場。モデルはモリス・オックスフォード。